# Шторх, Александр Андреевич
Александр Андреевич Шторх (1804—1870) — участник восстания на Сенатской площади.

## Биография
Родился 4 (16) декабря 1804 года в семье вице-президента Петербургской Академии наук Андрея Карловича Шторха.
В службу вступил кондуктором в кондукторскую роту Главного инженерного училища 30 октября 1820 года. С 13 марта 1822 года служил подпрапорщиком во 2-м морском полку; прапорщик — с 16.12.1822, подпоручик — с 17.5.1824. Был переведён 17 января 1825 года в лейб-гвардии Гренадерский полк.
Членом тайных обществ декабристов не был, но участвовал в восстании на Сенатской площади. По показанию А. П. Вадбольского был арестован 14 декабря 1825 года в погребе Сената, куда скрылся с солдатами после картечных выстрелов по восставшим; 15 декабря был помещён на гауптвахту Петропавловской крепости («но только офицерский мундир должен быть с него снят»), затем отправлен в Выборгскую крепость. Высочайше былоповелено 15 июня 1826 года освободить, переведя тем же чином в армейский полк, и ежемесячно доносить о поведении; с 8 июля 1826 года — в Вильманстрандском пехотном полку. В чине майора служил в Тобольском пехотном полку и был уволен от службы подполковником 24 апреля 1843 года с обязательством жить на фольварке Заборы Чериковского уезда Могилёвской губернии. В 1855 году, по ходатайству брата Н. А. Шторха ему был разрешён въезд в столицы и III отделение признано излишним установление за ним секретного надзора. 
Умер 5 (17) ноября 1870 года. Похоронен на Павловском кладбище.